# Saint-Sauveur-de-Pierrepont
Saint-Sauveur-de-Pierrepont là một xã thuộc tỉnh Manche trong vùng Normandie tây bắc nước Pháp. Xã này nằm ở khu vực có độ cao trung bình 32 mét trên mực nước biển.